# Mega (canal de televiziune)
Mega sau Megavisión este un canal de televiziune din Chile, înființată în anul 1990.